# Imerio Cima
Imerio Cima (Brescia, 29 oktober 1997) is een voormalig Italiaans wielrenner. Imerio Cima heeft een oudere broer Damiano die eveneens beroepsrenner was.

## Carrière
Als junior werd Cima in 2014, samen met Giovanni Pedretti, Giacomo Garavaglia en Matteo Moschetti, nationaal kampioen ploegenachtervolging. Een jaar later werd hij samen met Carloalberto Giordani derde op het wereldkampioenschap ploegkoers. Datzelfde jaar werd hij op de weg zestiende in de juniorenversie van Parijs-Roubaix.
In april 2017 werd Cima vierde in de door Christopher Lawless gewonnen ZLM Tour. Bijna een maand later won hij in eigen land de Circuito del Porto. In de Ronde van de Toekomst sprintte hij in twee etappes naar een podiumplek en eindigde hij op de derde plaats in het puntenklassement.
In 2018 werd Cima prof bij Nippo-Vini Fantini-Europa Ovini.

## Overwinningen
2017
Ciruito del Porto
2018
Jongerenklassement Ronde van het Taihu-meer
2019
Jongerenklassement Ronde van het Taihu-meer

## Resultaten in voornaamste wedstrijden
|      | \| Jaar \| Milaan-San Remo \| Parijs-Tours \| \| ---- \| --------------- \| ------------ \| \| 2020 \| 114e \| opgave \| |              |
| Jaar | Milaan-San Remo | Parijs-Tours |
| 2020 | 114e | opgave       |

## Ploegen
- 2018 –  Nippo-Vini Fantini-Europa Ovini
- 2019 –  Nippo-Vini Fantini-Faizanè
- 2020 –  Gazprom-RusVelo
- 2021 –  Gazprom-RusVelo

Bagioli · Bou · Canola · D. Cima · I. Cima · Cunego · Grosu · Hatsuyama · Ito · Kobayashi · Lobato · Marangoni · Nakane · Nishimura · Ponzi · Santaromita · Tizza · Uchima · Yoshida · Zaccanti
Bojev · Canola · D. Cima · I. Cima · Karaljok · Koelikov · Koelikovski · Koerjanov · Koezmin · Koeznetsov · Nekrasov · Nych · Rikoenov · Rovny · Rybalkin · Scaroni · Sjaloenov · Strachov · Tsjerkasov · Tsjernetski · Velasco
Bojev · Canola · D. Cima · I. Cima · Dversnes · Kotsjetkov · Kreuziger · Koezmin · Vjatsjeslav Koeznetsov · Lucca · Lunder · Nekrasov · Nych · Rikoenov · Rovny · Scaroni · Sjaloenov · Strachov · Strachov · Tsjerkasov · Tsjernetski · Mathias Vacek · Velasco · Zakarin